# ЯСАМ

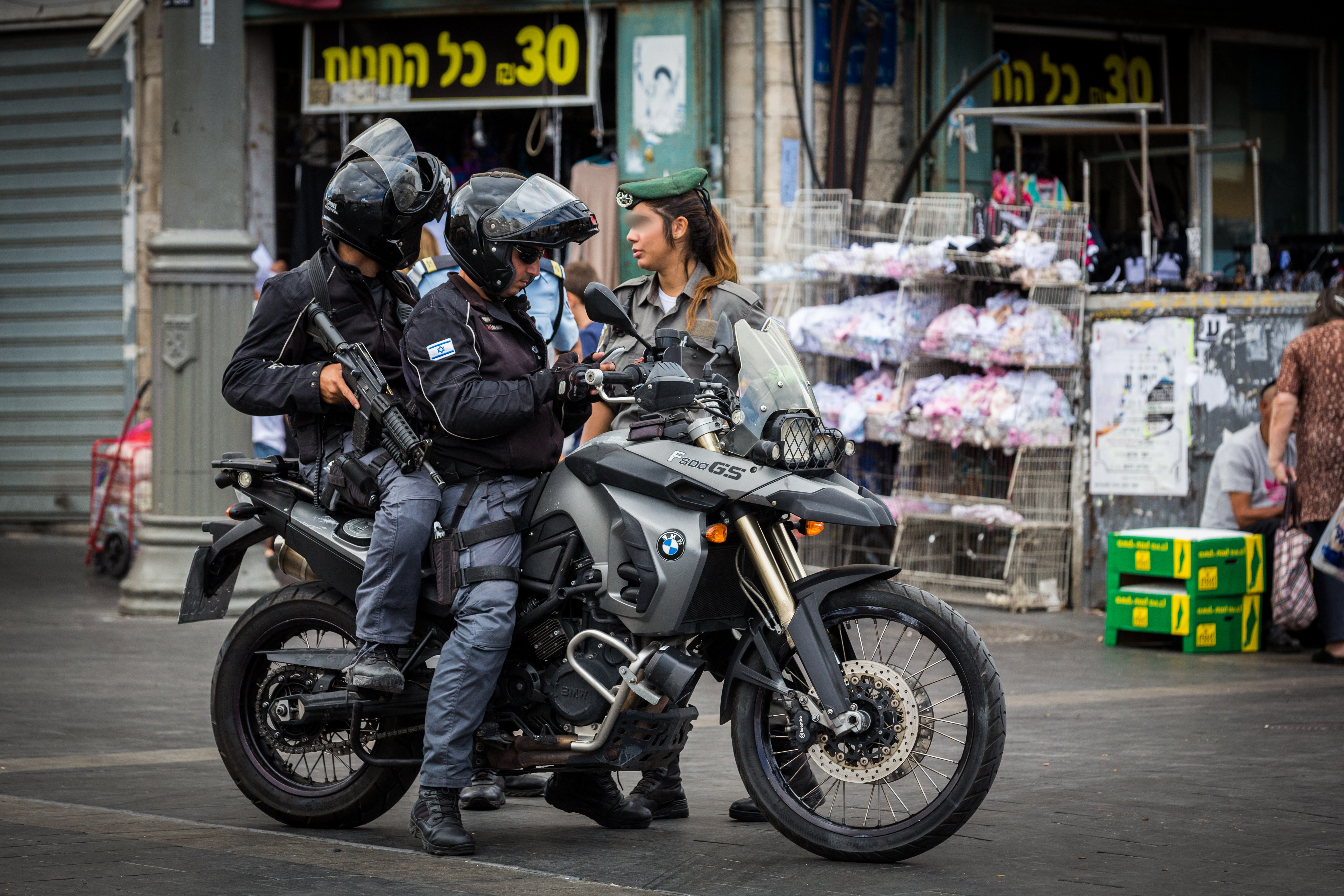
Патруль ЯСАМ на улицах Иерусалима, июль 2014

ЯСА́М (ивр. יס"מ‎) (сокращение от ивр. יחידת סיור מיוחדת‎, Йехида́т Сию́р Меюхе́дет — Специальное подразделение патрулирования) — спецподразделение полиции Израиля.
Основное назначение ЯСАМа — подавление локальных беспорядков. Кроме того, в задачи подразделения входит задержание особо опасных преступников, патрулирование на палестинских территориях, разгон демонстраций.
Форма ЯСАМ — серый или чёрный комбинезон. Бойцы подразделения вооружены винтовками М-16, пистолетами «Глок 19», средствами для разгона демонстраций. В ЯСАМ принимают только бывших бойцов Цахала и Магава, прошедших специальный отбор. В ЯСАМ существует несколько мотоциклетных отрядов, оснащённых мотоциклами производства BMW с объёмом двигателя 800 см\куб. Начиная с 2016 года к формам полицейских ЯСАМ (и других подразделений) будет крепиться видеокамера.

## История
Первое подразделение ЯСАМ было основано в 1988 году, в 1991 году было добавлено подразделение в Иерусалимском округе.

## Задачи ЯСАМ
ЯСАМ — отряд полиции для борьбы с элементами насилия во всех проявлениях. В частности:
- борьба с террором,
- борьба с нарушением порядка, подавление беспорядков,
- охрана спортивных мероприятий,
- борьба с наркоторговлей,
- охрана персон VIP,
- аресты незаконно находящихся в Израиле,
- поддержка полиции Израиля,
- аресты особо опасных преступников,
- эвакуация поселений[12]